# Chevrolet Corvette C2
La Chevrolet Corvette C2 è una autovettura sportiva, seconda generazione dell'omonimo modello, prodotta dalla General Motors con il marchio Chevrolet a partire dal 1962 al 1967.

## Storia

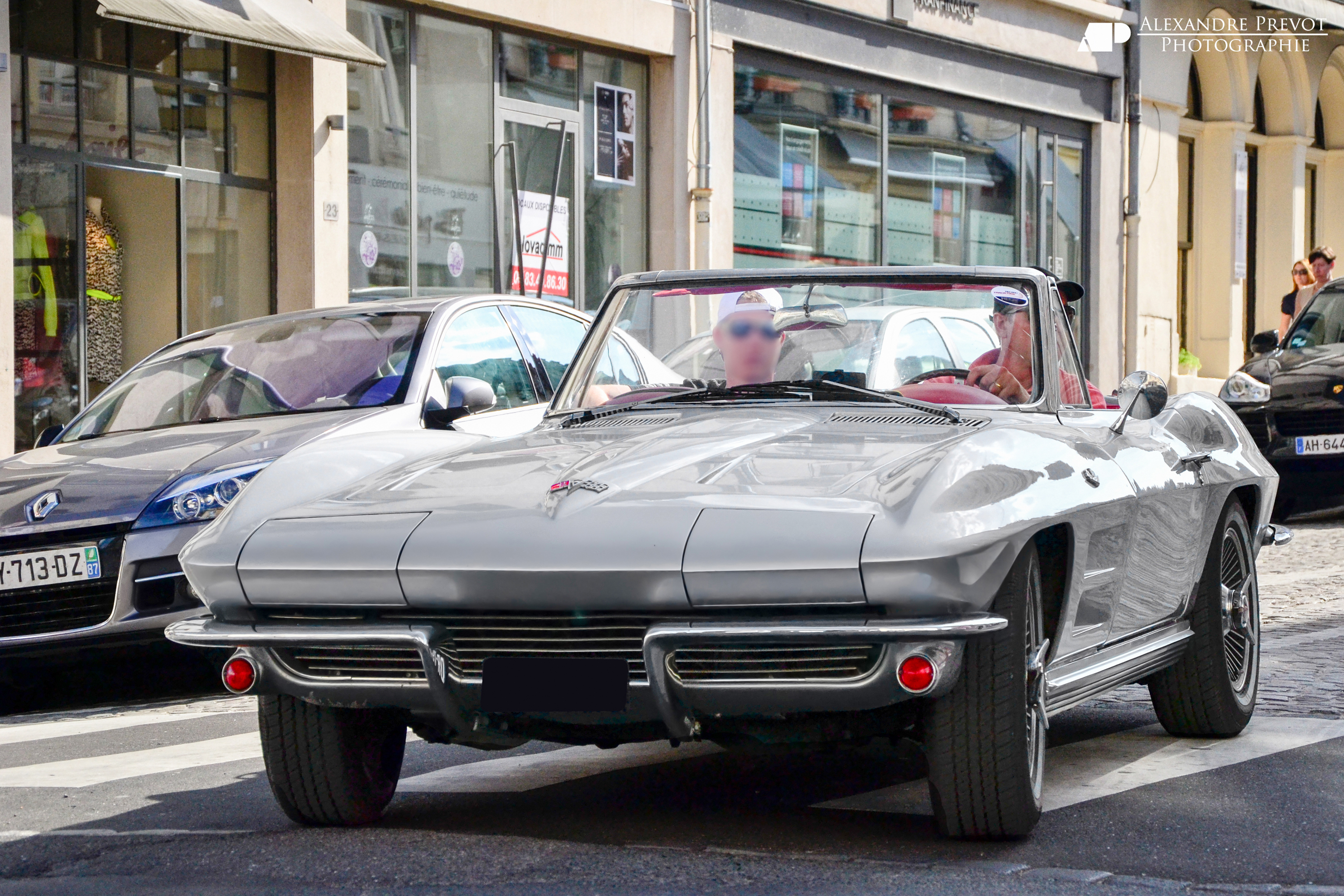
Chevrolet Corvette C2 Stingray Convertible

La seconda generazione della Corvette, iniziò ad essere assemblata nel 1962 e fu tolta dai listini nel 1967. Questa versione fu disegnata da Larry Shinoda che si ispirò al progetto Q Corvette, vettura mai prodotta, realizzato da Chuck Pohlmann e Peter Brock sotto la supervisione di Bill Mitchell. Altre fonti di ispirazioni furono le linee della Jaguar E-Type e la cosiddetta Mitchell Sting Ray, vettura speciale di proprietà dello stesso Mitchell, che si ispirava alle forme e ai colori dello squalo Mako.

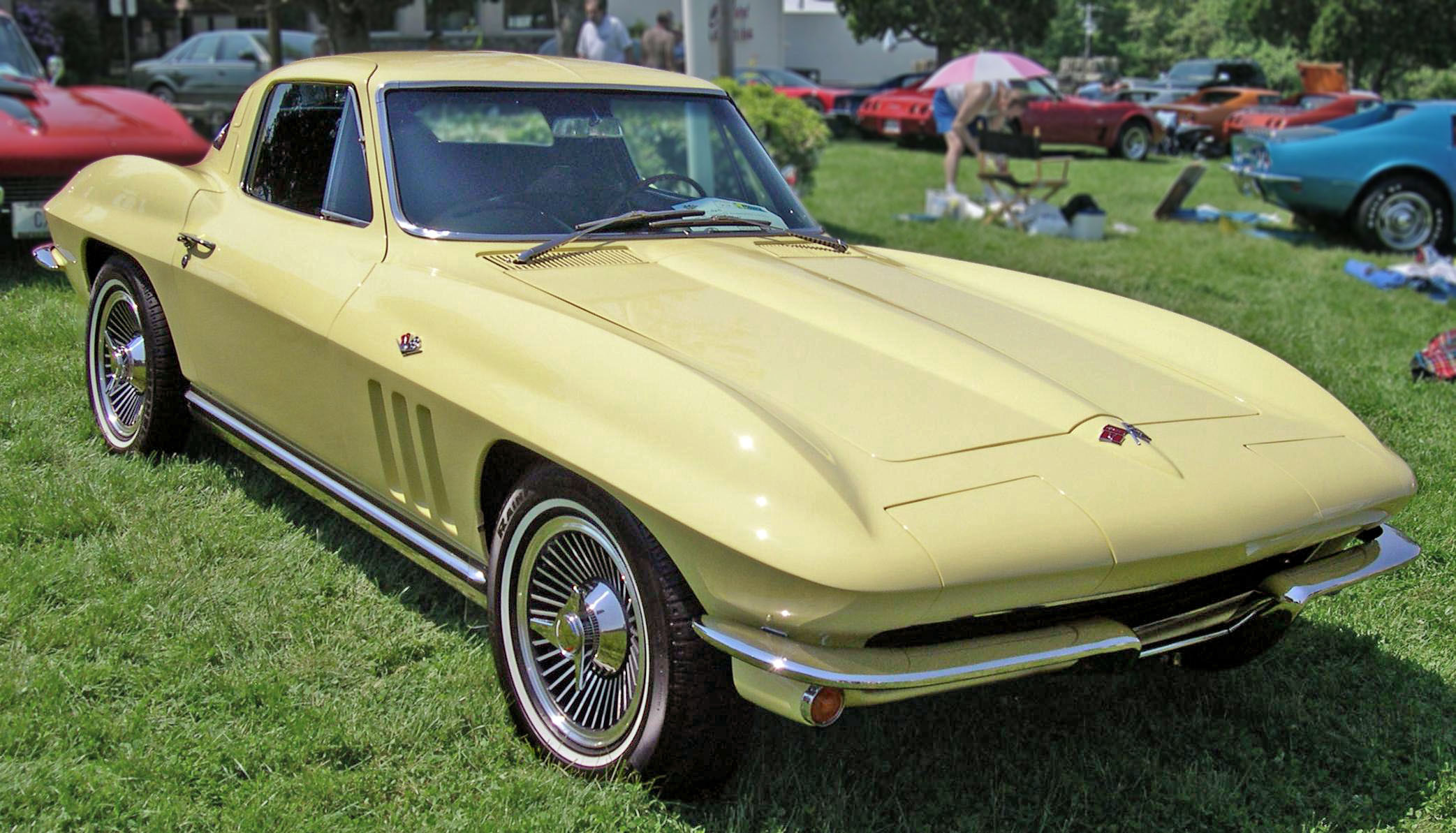
Corvette C2 del 1965

Con la seconda generazione venne introdotta la Sting Ray Coupé; vettura con il particolare lunotto posteriore diviso in due parti, e sul cofano le due prese d'aria non funzionanti, con compito solo estetico.
Con la C2 furono introdotte sospensioni posteriori a ruote indipendenti, in luogo del solid axle. La potenza del motore passò dai 365 hp (272 kW) delle versioni del 1963, ai 375 hp (280 kW) nelle versioni dell'anno successivo, quando furono tolte le prese d'aria sul cofano, per ragioni estetiche.
Nel 1965 verranno introdotti, come optional, i freni a disco su tutte e quattro le ruote, ed il motore big-block da 6,5 L (396 in³) V8 con 425 hp (317 kW). Nello stesso anno, sul modello Sting Ray, verranno montati i tubi di scarico con uscita laterale, mantenuti fino al 1969.

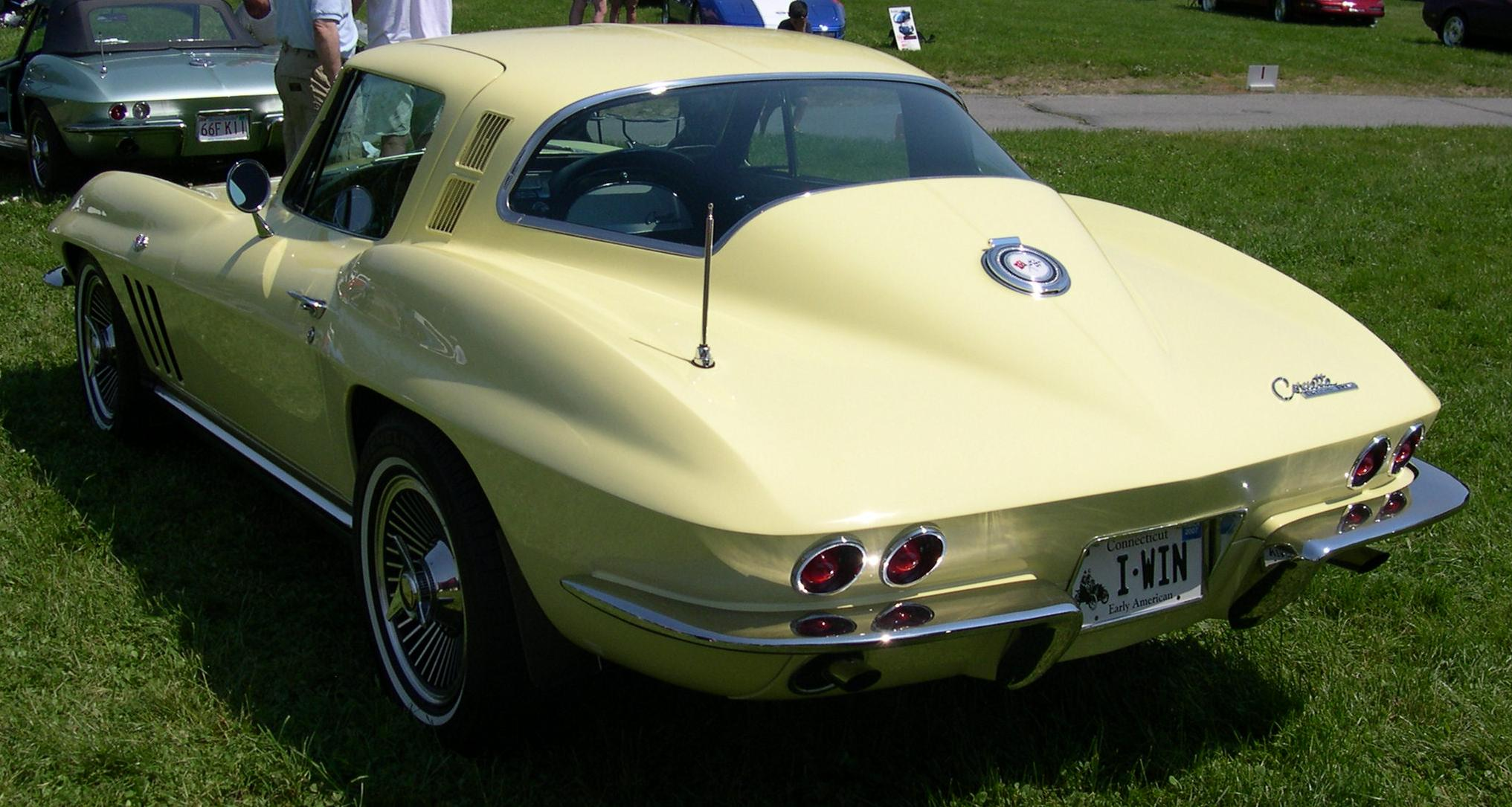
Vista posteriore della C2 del 1965

Venne introdotto anche un motore ad iniezione da 5,4 Litri (5400 cm³ o 327 in³) che però comportava un sovrapprezzo di 500 dollari e 55 hp (41 kW) in meno, rispetto al 6,5 L, il quale aveva un sovrapprezzo di soli 145 dollari. Ma data la differenza di prezzo e la minor potenza, l'opzione ad iniezione fu meno popolare e solo 1 migliaio di vetture furono dotate di questo motore. Il risultato scarso delle vendite, portò quindi la Chevrolet a cancellare velocemente questo programma.
Nel 1966, per aumentare le prestazioni della vettura, la Chevrolet rese disponibile anche un modello di Corvette dotato di motore da 7 litri (427 in³), che sarà il motore di maggiore cilindrata mai montato su vetture di questa generazione. Il modello del 1966 doveva essere l'ultimo della generazione C2, ma a causa dei ritardi del nuovo modello C3, che lo doveva sostituire, il C2 restò in produzione fino al 1967.

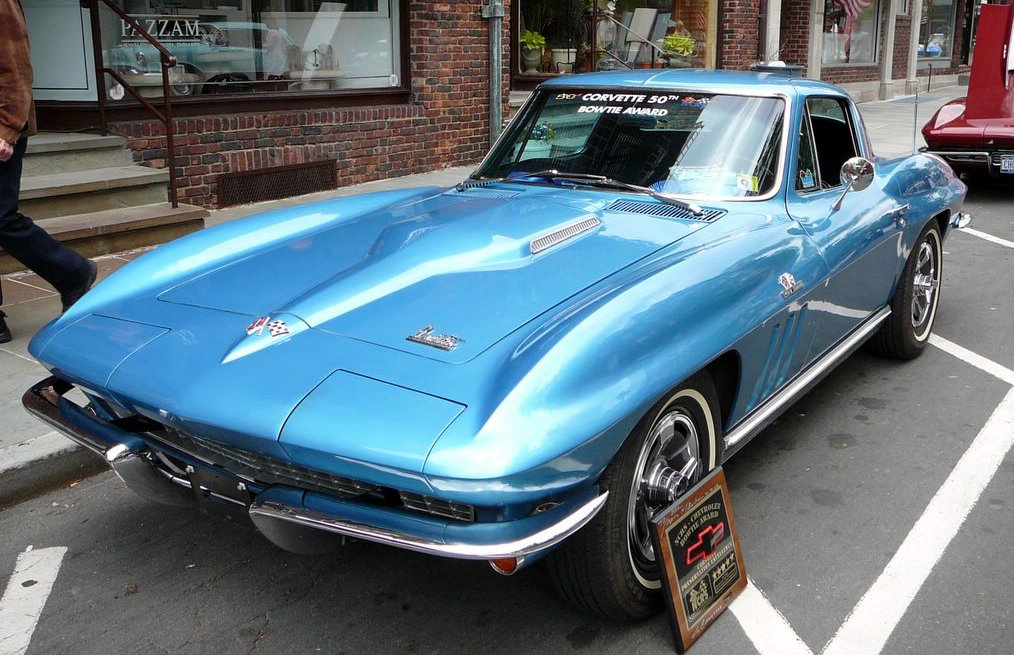
Una Chevrolet Corvette 427

Nel 1967 venne introdotta la L88, una versione della vettura dotata dello stesso motore da 7 litri, ma con potenza di 430 hp (321 kW). Di questi motori ne verranno però montati solo 20.
Tra le altre caratteristiche di questa generazione di Corvette, si annoverano la radio AM/FM (metà del 1963), l'aria condizionata (1963), il piantone telescopico dello sterzo (1965) e i poggiatesta (1966).

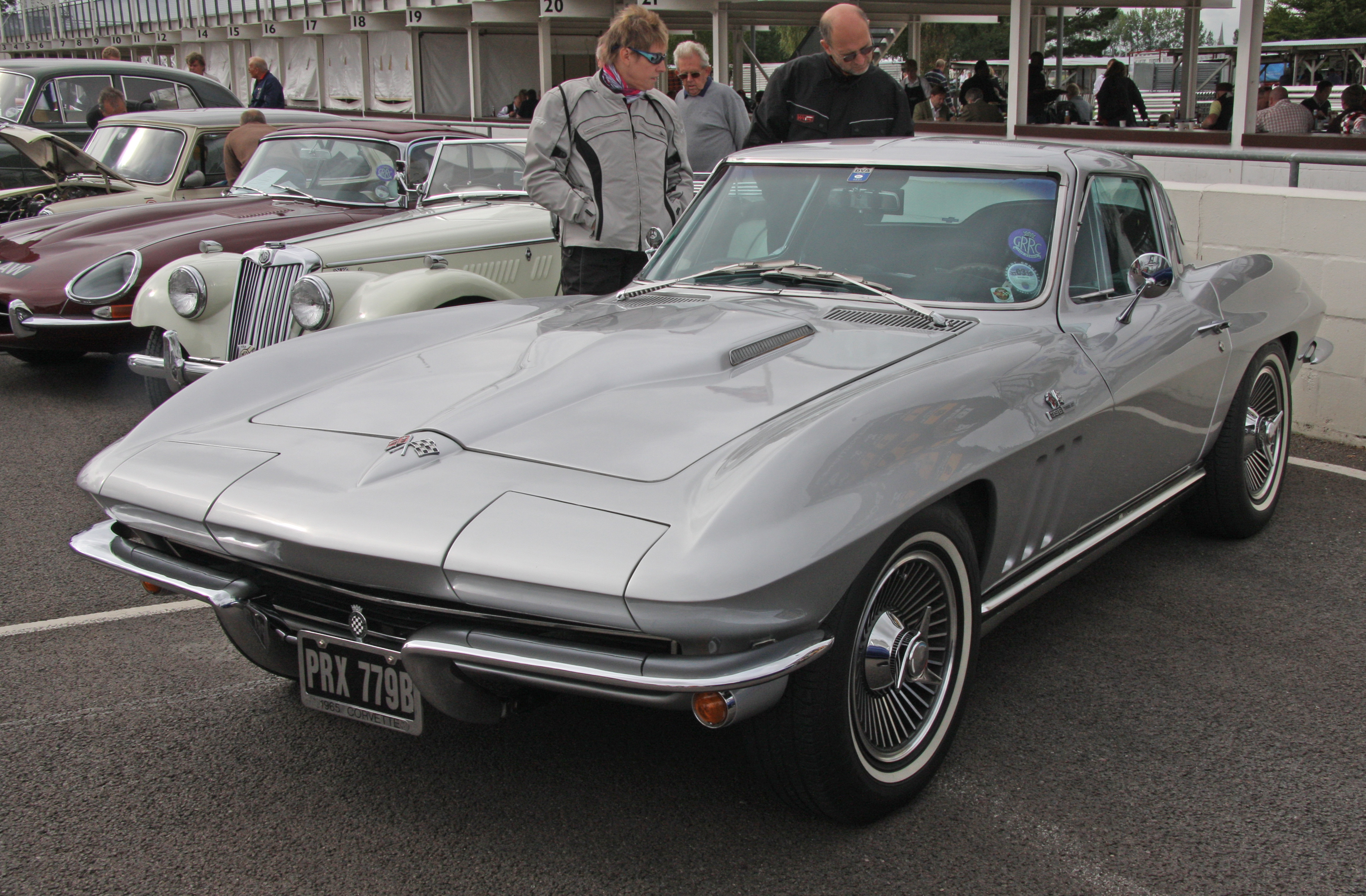
Una Chevrolet Corvette Sting Ray

Per quanto riguarda gli impegni nelle competizioni, nel 1962 venne creata la Corvette Grand Sport. Vettura ispirata a quanto stava facendo Carroll Shelby con la Ford Mustang, fu una versione leggera con uno speciale pacchetto aerodinamico, appositamente realizzata da Arkus-Duntov e programmata per una produzione di circa 100 esemplari. Tuttavia, le Grand Sport effettivamente prodotte, alla fine furono solo 5. Il pilota Dick Thompson fu il solo a portare alla vittoria quest'auto, vincendo sul circuito di Watkins Glen la Sport Car of America.
A partire dal 1967 e fino al 1969 verrà usato il sistema di alimentazione Tri-Power, ovvero un pacco di 3 carburatori a doppio corpo, realizzati dalla Holley.

## Attività sportiva

### Z06 Race Car
Lo speciale allestimento agonistico Z06 per la Corvette venne lanciato nel 1963, ed era presente solo in versione coupé. Tra i miglioramenti di questa versione, vanno segnalati i freni e le sospensioni rinforzati, oltre a un serbatoio ingrandito da 36 galloni. Il propulsore della vettura è un L84 a iniezione di 360 CV.
Questo pacchetto sportivo veniva venduto alla ragguardevole cifre di 1818 dollari, tanto che ne furono venduti solo 199 esemplari.
L'obiettivo principale della Chevrolet con la Z06 era di imporsi nel campionato SCCA Production e contrastare le nuove Shelby Cobra. Per dare una dimostrazione di forza, tre Z06 vengono immediatamente iscritte al L.A. Time GP che si svolge all'autodromo Riverside Raceway di Los Angeles. I piloti ingaggiati dalla Chevrolet, e cioè Dave MacDonald, Bob Bondurant e Doug Hooper non solo riescono a vincere la gara di esordio, ma si impongono nell'intera categoria A.

### Grand Sport Coupé
Per tentare di contrastare le Shelby Cobra anche nel campionato GT del 1963, la GM affidò a Zora Arkus-Duntov il compito di produrre una nuova versione da competizione della C2. Il risultato venne denominato Grand Sport Coupé. Per l'omologazione alle competizioni, si dovette provvedere alla realizzazione di almeno 100 esemplari stradali. Le cinque vetture da competizione vennero equipaggiate con sospensioni Girling e con un propulsore 327 ci V8 da 485 CV. Inizialmente, le auto vennero fatte correre nella classe prototipi, ma con scarsi risultati in quanto non potevano competere con le superiori vetture a motore centrale. Alla fine del campionato riuscirono però a imporsi sulle auto della Shelby nella corsa Speed Week svoltasi a Nassau. Per la stagione del 1964 vennero apportate diverse modifiche e due vetture vennero riproposte in configurazione roadster. Tutti i telai vennero venduti a team privati e con uno di essi il pilota Roger Penske conseguì la vittoria nel campionato GT, battendo nuovamente le Cobra.

### Cheetah Coupé
Sempre per la finalità di contrastare le vetture prodotte dalla Shelby, la Chevrolet fornì la propria collaborazione anche a costruttori privati con l'apporto di progetti e componenti. Tra di essi vi era Bill Thomas, il quale, nel 1963, si impegnò nella progettazione e costruzione della Cheetah, una coupé da competizione su base meccanica della Chevrolet C2. Come propulsore era equipaggiato un Chevrolet V8 da 475 CV di potenza con 590 Nm di coppia gestito da un cambio manuale a quattro rapporti Borg Warner T-10. Il telaio era di tipo tubolare in acciaio con configurazione spaceframe ed era ricoperto da una carrozzeria in fibra di vetro. Le sospensioni, in tutte le sezioni, erano formate da quadrilateri trasversali e molle elicoidali, mentre l'impianto frenante era rappresentato da freni a tamburo. Il debutto della vettura avvenne nel 1963, ma dal momento che non era stata rispettata la regola che prevedeva la produzione di almeno cento modelli di serie della vettura, la Cheetah non poté misurarsi nella classe in cui si trovava la Shelby Cobra e dovette gareggiare nella classe speciale contro auto del calibro della Chaparral 2A. Nonostante questo e diversi problemi di natura meccanica che affliggevano il veicolo, la Cheetah ottenne undici vittorie in alcune gare minori. Nel 1964, a causa di un cambiamento nei regolamenti, venne deciso di sospendere l'attività sportiva del mezzo.

### L88

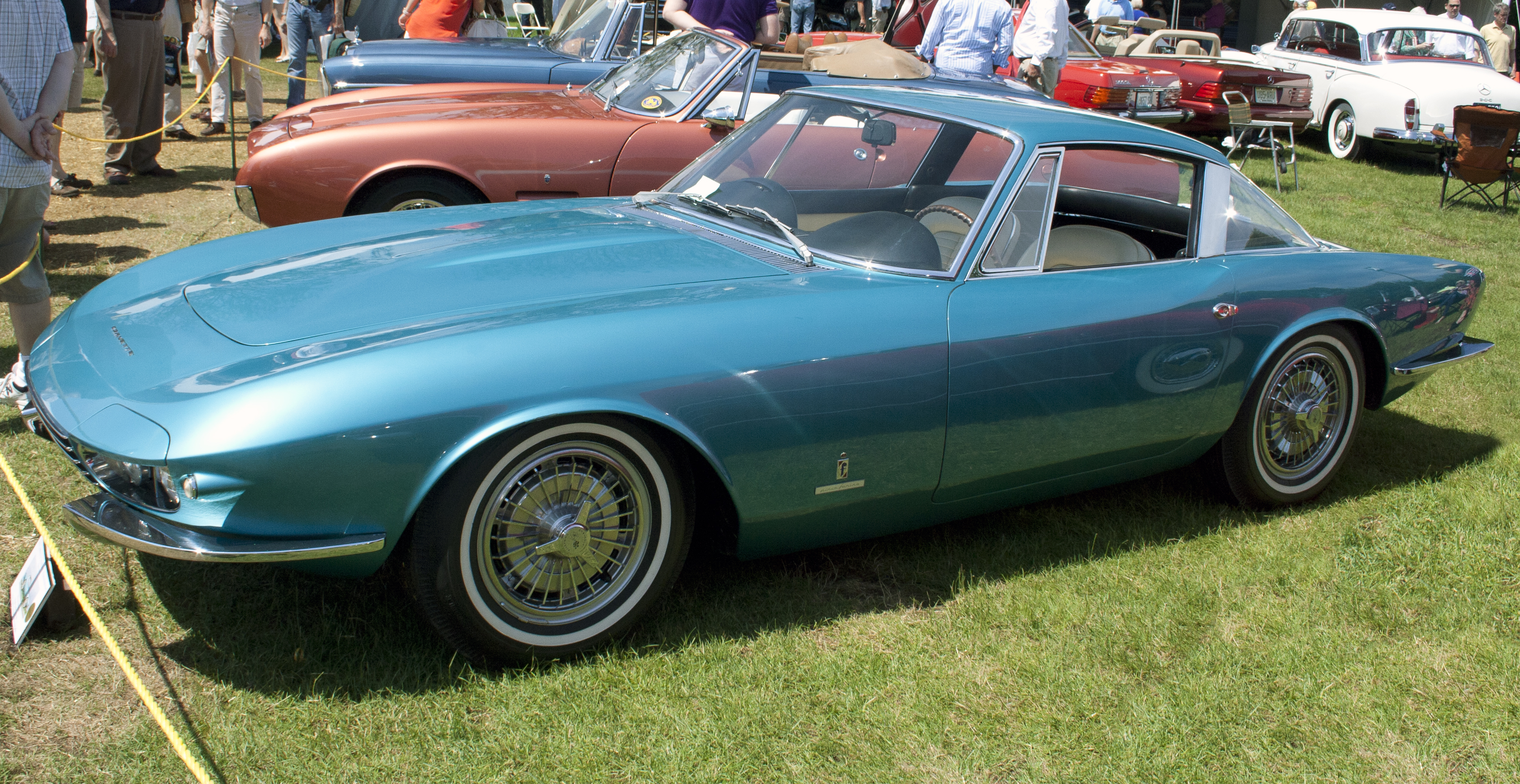
La Corvette Rondine del 1963 disegnata da Pininfarina

Nel 1967 venne realizzata una nuova versione da competizione della Corvette denominata L88. Era dotata di nuovi freni a disco, sospensioni migliorate e un propulsore 427 gestito da un cambio manuale M22 che erogava la potenza di 600 CV. Così configurata, la L88 in dotazione al team Sunray DX riuscì ad ottenere la vittoria di classe presso la 24 Ore di Daytona del 1968.

## Veicoli derivati

### Gordon Keeble GK1
Utilizzando come base i propulsori della Chevrolet Corvette 327, nel 1964 l'azienda britannica Gordon Keeble produsse la GK1.

### Pininfarina Corvette Rondine
Nello stesso anno 1963, venne lanciata anche la concept car Rondine Coupé, al salone di New York. 
Una interessante Corvette dal design in stile europeo, realizzato dalla Pininfarina, sulla meccanica originale. Alla quale verrà in seguito ridotto il lunotto posteriore, per ragioni di sicurezza.